# Gestion des mises en production
La gestion des mises en production, c’est avoir une  vue complète et totale d’un changement apporté à un service (Au sens ITIL du terme, c'est-à-dire une application métier, un composant de l'infrastructure, ...)  et s’assurer que tous les aspects d’une nouvelle version matérielle et logicielle aussi bien technique que non technique soient pris en considération.
Il existe des modifications dans les versions, et dans ces modifications il en existe trois types : le full release : nouvelle version distribuée entièrement, une delta release (patch) et ce que l’on appelle le package release (un mélange de full et de delta release).
La gestion des mises en production est l'un des processus ITIL (release management en anglais).

## Objectif
Il s'agit de déployer matériels et logiciels en masse, c'est-à-dire que l’on va industrialiser le déploiement. Les mises en production se font de manière industrielle, précédées de batteries de tests. On peut ainsi définir des procédures d’urgence, ce qui permet la proactivité. Cela permet aussi de constituer un inventaire logiciel et matériel, aidant au maintien du parc informatique (CMDB).

## Tâches
Il est nécessaire de définir une politique de distribution et de planification. Par exemple, la mise en production se fait tous les quinze du mois, et tous les programmes qui doivent être mis en production doivent être livrés à la production deux semaines en avance pour qu’ils puissent les valider.
Il existe des procédures précises pour valider le produit livré et effectuer un retour d’information aux développeurs. L'accent est mis sur la communication, la formation et la documentation.
Une fois les tests effectués et les potentielles corrections apportées, le déclenchement de la mise en production est décidé, la mise en production est alors planifiée et communiquée.